# Effet Cotton

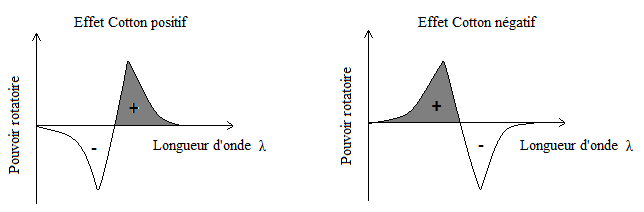
Évolution du pouvoir rotatoire en fonction de la longueur d'onde au voisinage d'une bande d'absorption

L'effet Cotton en physique, est le changement caractéristique de la dispersion optique rotatoire et/ou du dichroïsme circulaire au voisinage d'une bande d'absorption d'une substance.
Dans le domaine de longueur d'onde où la lumière est absorbée, la magnitude absolue de la rotation optique varie d'abord rapidement avec la longueur d'onde, passe par zéro au maximum d'absorption puis varie de nouveau rapidement avec la longueur d'onde mais dans la direction opposée. Ce phénomène fut découvert en 1895 par le physicien Aimé Cotton (1869-1951).
L'effet Cotton est appelé positif si la rotation optique s'accroît lorsque la longueur d'onde décroît (comme observé par Cotton) et négatif si la rotation décroît.
Une structure de protéine telle qu'un feuillet bêta fait apparaître un effet Cotton négatif.